# Xung đột tổ chức
Xung đột tổ chức, hoặc xung đột nơi làm việc, là một trạng thái bất hòa gây ra bởi sự đối lập thực tế hoặc nhận thức về nhu cầu, giá trị và lợi ích giữa những người làm việc cùng nhau. Xung đột có nhiều hình thức trong các tổ chức. Có sự xung đột không thể tránh khỏi giữa chính quyền và quyền lực với những cá nhân và nhóm bị ảnh hưởng. Có những tranh chấp về cách phân chia doanh thu, cách thức thực hiện công việc và những người làm việc chăm chỉ và lâu dài. Có sự bất đồng về thẩm quyền giữa các cá nhân, phòng ban, và giữa các công đoàn và quản lý. Có những hình thức xung đột tinh vi hơn liên quan đến sự ganh đua, đố kỵ, đụng độ nhân cách, định nghĩa vai trò và đấu tranh cho quyền lực và sự ưu ái. Ngoài ra còn có xung đột trong cá nhân   - giữa nhu cầu và nhu cầu cạnh tranh   - mà các cá nhân trả lời theo những cách khác nhau.

## Kiểu
Xung đột ảnh hưởng đến các tổ chức có thể xảy ra ở các cá nhân, giữa các cá nhân và giữa các nhóm. Xung đột trong các nhóm làm việc thường được gây ra bởi các cuộc đấu tranh về quyền kiểm soát, địa vị và nguồn lực khan hiếm. Xung đột giữa các nhóm trong các tổ chức có nguồn gốc tương tự. Việc giải quyết mang tính xây dựng của những xung đột như vậy thường có thể đạt được thông qua một quá trình giải quyết vấn đề hợp lý, cùng với sự sẵn sàng khám phá các vấn đề và giải pháp thay thế và lắng nghe nhau.

### Xung đột cá nhân
Một cuộc xung đột cá nhân liên quan đến một cuộc xung đột giữa hai người, thường là từ sự không thích lẫn nhau hoặc xung đột về tính cách. Theo FSAO của Đại học Boston, "Nguyên nhân của xung đột nơi làm việc có thể là do sự khác biệt về tính cách hoặc phong cách và các vấn đề cá nhân như lạm dụng chất gây nghiện, vấn đề chăm sóc trẻ em và các vấn đề gia đình. cũng có thể đóng góp. "  Đại học Colorado-Boulder trích dẫn là nguyên nhân chính của xung đột nơi làm việc là giao tiếp kém, giá trị khác nhau, lợi ích khác nhau, tài nguyên khan hiếm, đụng độ nhân cách và hiệu suất kém.
Nhiều khó khăn trong lĩnh vực này nằm ngoài phạm vi quản lý và nhiều hơn nữa ở lĩnh vực của một cố vấn chuyên nghiệp hoặc hòa giải viên nơi làm việc, nhưng có một số khía cạnh của xung đột cá nhân mà các nhà quản lý nên hiểu và một số họ có thể giúp khắc phục. Xung đột xã hội đề cập đến sự khác biệt giữa các cá nhân, nội bộ và liên nhóm. Xung đột tổ chức ở cấp độ giữa các cá nhân bao gồm tranh chấp giữa các đồng nghiệp cũng như xung đột cấp dưới giám sát.
Nó đã chỉ ra rằng có một sự không tương thích cơ bản giữa thẩm quyền và cấu trúc của các tổ chức chính thức và tính cách con người. Hành vi của con người không thể tách rời khỏi văn hóa bao quanh nó.

### Xung đột nội bộ
Xung đột phát sinh trong các nhóm vì sự khan hiếm tự do, vị trí và tài nguyên. Những người coi trọng sự độc lập có xu hướng chống lại sự cần thiết phải phụ thuộc lẫn nhau và, ở một mức độ nào đó, sự phù hợp trong một nhóm. Những người tìm kiếm quyền lực do đó đấu tranh với những người khác cho vị trí hoặc địa vị trong nhóm. Phần thưởng và sự công nhận thường được coi là không đủ và phân phối không đúng, và các thành viên có xu hướng cạnh tranh với nhau cho các giải thưởng này.
Trong văn hóa phương tây, chiến thắng dễ chấp nhận hơn thua và cạnh tranh phổ biến hơn hợp tác, tất cả đều có xu hướng tăng cường xung đột nội bộ. Các cuộc họp nhóm thường được tiến hành trong môi trường có lợi   - nghĩa là, tương tác cá nhân hoặc nhóm phụ được thực hiện cho mục đích xác định người chiến thắng và kẻ thua cuộc hơn là để đạt được giải quyết vấn đề lẫn nhau.

### Xung đột giữa các nhóm
Xung đột giữa các nhóm xảy ra trong bốn hình thức chung. Căng thẳng liên quan đến cạnh tranh giữa các chức năng, ví dụ, bán hàng so với sản xuất, nghiên cứu và phát triển so với kỹ thuật, mua hàng so với pháp lý, dòng so với nhân viên, v.v. Căng thẳng liên quan đến sự cạnh tranh giữa các cấp bậc, ví dụ, liên minh với quản lý, quản lý so với quản lý trung gian, nhân viên cửa hàng so với quản lý. Cuộc đấu tranh giữa một nhóm nhân viên và quản lý là một ví dụ về căng thẳng hoặc xung đột. Một cuộc đụng độ giữa một bộ phận bán hàng và sản xuất về chính sách hàng tồn kho sẽ là một ví dụ về căng thẳng ngang.
Một số hoạt động và thái độ là điển hình trong các nhóm tham gia vào một cuộc xung đột thắng-thua. Mỗi bên đóng cửa hàng ngũ và chuẩn bị cho trận chiến. Các thành viên cho thấy sự trung thành và hỗ trợ cho các nhóm riêng của họ tăng lên. Sự khác biệt nhỏ giữa các thành viên trong nhóm có xu hướng được làm dịu đi, và những sai lệch được xử lý khắc nghiệt. Mức độ tinh thần trong các nhóm tăng lên và truyền cho mọi người với tinh thần cạnh tranh. Cơ cấu quyền lực trở nên được xác định rõ hơn, khi các nhà lãnh đạo "thực sự" xuất hiện và các thành viên tập hợp xung quanh những người suy nghĩ và nói chuyện "tốt nhất".
Ngoài ra, mỗi nhóm có xu hướng bóp méo cả quan điểm riêng và quan điểm của nhóm cạnh tranh. Những gì được coi là "tốt" ở vị trí của chính mình được nhấn mạnh, những gì "xấu" bị bỏ qua; vị trí của nhóm khác được đánh giá là "xấu", ít "tốt" được thừa nhận hoặc chấp nhận. Do đó, sự phán đoán và tính khách quan của cả hai nhóm đều bị suy yếu. Khi các nhóm như vậy gặp nhau để "thảo luận" về sự khác biệt của họ, hành vi xây dựng, hợp lý bị ức chế nghiêm trọng. Mỗi bên cụm từ câu hỏi và câu trả lời của mình theo cách củng cố vị trí của chính mình và chê bai bên kia. Sự thù địch giữa hai nhóm tăng lên; sự hiểu biết lẫn nhau được chôn vùi trong các khuôn mẫu tiêu cực.
Dễ thấy rằng trong các điều kiện được mô tả ở trên, các giải pháp lẫn nhau cho các vấn đề không thể đạt được. Kết quả là, bên nào có sức mạnh lớn hơn sẽ chiến thắng; bên kia thua. Hoặc xung đột có thể không được giải quyết, và các điều kiện hoặc hoàn cảnh không mong muốn tiếp tục. Hoặc cuộc xung đột có thể được giải quyết bởi một cơ quan có thẩm quyền cao hơn.
Không có kết quả nào trong số này là một hạnh phúc. Tranh chấp được giải quyết trên cơ sở quyền lực, chẳng hạn như thông qua một cuộc đình công hoặc khóa trong một tranh chấp quản lý lao động, thường bị phẫn nộ sâu sắc bởi người thua cuộc. Những khu định cư như vậy có thể bị chống lại và người chiến thắng bị đánh bại theo những cách ngầm khó phát hiện và chống lại. Khi điều này xảy ra, không bên nào thắng; cả hai đều là kẻ thua cuộc Nếu xung đột không được giải quyết, vì khi cả hai bên rút khỏi hiện trường, sự hợp tác và hiệu quả giữa các nhóm có thể bị suy giảm nghiêm trọng đến sự bất lợi của toàn bộ tổ chức. Tranh chấp được giải quyết bởi cơ quan có thẩm quyền cao hơn cũng có thể gây ra sự phẫn nộ và hậu quả được gọi là "mất-mất". Các khu định cư như vậy luôn được thực hiện trên cơ sở thông tin không đầy đủ   - không có dữ liệu mà chính xung đột che khuất   - và do đó là sự thay thế kém cho các giải pháp lý luận lẫn nhau. Một lần nữa, cả hai bên đã thua. Một cách tiếp cận cụ thể để giải quyết xung đột giữa các nhóm được nêu trong chương tiếp theo về phát triển tổ chức.

## Nguyên nhân

### Xung đột vai trò
Một thực tế của xung đột cá nhân bao gồm nhiều vai trò mà mọi người đóng trong các tổ chức. Các nhà khoa học hành vi đôi khi mô tả một tổ chức như một hệ thống vai trò vị trí. Mỗi thành viên của tổ chức thuộc một nhóm vai trò, đó là một hiệp hội của các cá nhân chia sẻ các nhiệm vụ phụ thuộc lẫn nhau và do đó thực hiện các vai trò được xác định chính thức, chịu ảnh hưởng nhiều hơn bởi những kỳ vọng của người khác trong vai trò và tính cách và mong đợi của chính mình. Ví dụ, trong một hình thức tổ chức lớp học phổ biến, sinh viên dự kiến sẽ học hỏi từ những người hướng dẫn bằng cách lắng nghe họ, làm theo chỉ dẫn của họ để nghiên cứu, làm bài kiểm tra và duy trì các tiêu chuẩn ứng xử phù hợp. Giảng viên dự kiến sẽ mang đến cho sinh viên các tài liệu học tập chất lượng cao, giảng bài, viết và thực hiện các bài kiểm tra, và đưa ra một ví dụ học thuật. Một vai trò khác trong bộ vai trò này sẽ là trưởng khoa, người đặt ra các tiêu chuẩn, tuyển dụng và giám sát giảng viên, duy trì đội ngũ nhân viên phục vụ, độc giả và học sinh, v.v. Hệ thống các vai trò mà một cá nhân cũng thuộc về bên ngoài tổ chức và ảnh hưởng đến chức năng của họ trong đó. Ví dụ, vai trò của một người là đối tác, cha mẹ, con cháu và thành viên nhà thờ đều hòa quyện với nhau và với vai trò tổ chức của họ.
Kết quả là, tồn tại cơ hội cho xung đột vai trò khi các vai trò khác nhau tương tác với nhau. Các loại xung đột vai trò khác xảy ra khi một cá nhân nhận được yêu cầu không nhất quán từ người khác; ví dụ, họ được yêu cầu phục vụ trong một số ủy ban tiêu tốn thời gian đồng thời họ được khuyến khích để có được sản xuất nhiều hơn trong đơn vị công việc của họ. Một loại căng thẳng vai trò khác diễn ra khi cá nhân thấy rằng họ sẽ đáp ứng nhu cầu đối nghịch của hai hoặc nhiều thành viên riêng biệt của tổ chức. Một trường hợp như vậy sẽ là một công nhân thấy mình bị áp lực bởi ông chủ của họ để cải thiện chất lượng công việc trong khi nhóm làm việc của họ muốn sản xuất nhiều hơn để nhận được phần thưởng cao hơn.
Những điều này và các loại khác của xung đột vai trò có xu hướng làm tăng sự lo lắng và thất vọng của một cá nhân. Đôi khi họ thúc đẩy anh ta làm nhiều hơn và làm việc tốt hơn. Những lần khác, chúng có thể dẫn đến sự thất vọng và giảm hiệu quả.

### Hành vi hung hăng thụ động
Hành vi gây hấn thụ động là một phản ứng phổ biến từ các công nhân và người quản lý, đặc biệt độc hại đối với sự đoàn kết và năng suất của nhóm. Ở người lao động, nó có thể dẫn đến phá hoại các dự án và tạo ra một môi trường thù địch. Trong các nhà quản lý, nó có thể kìm hãm sự sáng tạo của một đội. De Angelis nói "Thực sự sẽ có ý nghĩa hoàn hảo rằng những người được đề bạt vào vị trí lãnh đạo thường có thể là những người trên bề mặt có vẻ dễ chịu, ngoại giao và hỗ trợ, nhưng thực sự là những kẻ phá hoại, không trung thực trong hậu trường." 

### Sự lãng mạn nơi công sở
Sự lãng mạn nơi công sở có thể là một nguyên nhân của xung đột nơi làm việc. 96 phần trăm các chuyên gia nhân sự và 80 phần trăm các giám đốc điều hành cho biết lãng mạn tại nơi làm việc là nguy hiểm vì chúng có thể dẫn đến xung đột trong tổ chức. thể hiện tình cảm công khai có thể khiến đồng nghiệp khó chịu và những lời buộc tội có lợi có thể xảy ra, đặc biệt nếu đó là mối quan hệ giám sát - cấp dưới. Nếu mối quan hệ trở nên tồi tệ, một bên có thể tìm cách trả thù chính xác cho bên kia.

## Hậu quả
Xung đột chưa được giải quyết tại nơi làm việc có liên quan đến việc truyền thông sai lệch do nhầm lẫn hoặc từ chối hợp tác, vấn đề chất lượng, thời hạn bỏ lỡ hoặc chậm trễ, tăng căng thẳng giữa các nhân viên, giảm sự hợp tác sáng tạo và giải quyết vấn đề nhóm, gián đoạn dòng chảy công việc, giảm sự hài lòng của khách hàng, mất lòng tin, chia trại, và buôn chuyện.
Xung đột thắng-thua trong các nhóm có thể có một số tác động tiêu cực sau:
- Chuyển thời gian và năng lượng từ các vấn đề chính
- Quyết định chậm trễ
- Tạo bế tắc
- Đẩy các thành viên ủy ban không xâm phạm vào lề
- Can thiệp vào nghe
- Cản trở thăm dò của nhiều lựa chọn thay thế
- Giảm hoặc phá hủy độ nhạy
- Nguyên nhân khiến các thành viên bỏ học hoặc từ chức
- Khơi dậy sự tức giận làm gián đoạn một cuộc họp
- Can thiệp với sự đồng cảm
- Nghiêng kẻ dưới quyền để phá hoại
- Cung cấp lạm dụng cá nhân
- Nguyên nhân phòng thủ

Xung đột không phải lúc nào cũng phá hoại. Tuy nhiên, khi nó bị phá hủy, các nhà quản lý cần phải hiểu và làm điều gì đó về nó. Một quy trình hợp lý để xử lý xung đột nên được lập trình. Quá trình như vậy nên bao gồm một phản ứng hành động có kế hoạch từ phía người quản lý hoặc tổ chức, thay vì dựa vào một phản ứng đơn giản hoặc thay đổi xảy ra mà không có hành động cụ thể của ban quản lý.

### Căng thẳng
Xung đột giữa các cá nhân tại nơi làm việc đã được chứng minh là một trong những yếu tố gây căng thẳng được chú ý nhất đối với nhân viên. Xung đột đã được ghi nhận là một chỉ báo về khái niệm rộng hơn về quấy rối nơi làm việc. Nó liên quan đến các yếu tố gây căng thẳng khác có thể cùng xảy ra, như xung đột vai trò, sự mơ hồ về vai trò và khối lượng công việc. Nó cũng liên quan đến các chủng như lo lắng, trầm cảm, các triệu chứng thể chất và mức độ thỏa mãn công việc thấp.

### Kết quả tích cực
Xung đột nhóm không phải lúc nào cũng dẫn đến hậu quả tiêu cực. Sự hiện diện của một thành viên hoặc nhóm phụ không đồng ý thường dẫn đến sự thâm nhập nhiều hơn vào vấn đề của nhóm và các giải pháp sáng tạo hơn. Điều này là do sự bất đồng buộc các thành viên phải suy nghĩ nhiều hơn trong nỗ lực đối phó với những gì có thể là sự phản đối hợp lệ đối với ý kiến chung của nhóm. Nhưng nhóm phải biết cách đối phó với những khác biệt có thể phát sinh.
Sự phụ thuộc lẫn nhau thực sự giữa các thành viên sẽ tự động dẫn đến giải quyết xung đột trong nhóm. Sự phụ thuộc lẫn nhau nhận ra rằng sự khác biệt sẽ tồn tại và chúng có thể hữu ích. Do đó, các thành viên học cách chấp nhận ý tưởng từ những người bất đồng chính kiến (không ngụ ý đồng ý với họ), họ học cách lắng nghe và coi trọng sự cởi mở, và họ học cách chia sẻ một thái độ giải quyết vấn đề lẫn nhau để đảm bảo khám phá mọi khía cạnh của vấn đề phải đối mặt nhóm.
Xung đột giữa các nhóm là một sự kiện đôi khi cần thiết, đôi khi mang tính hủy diệt xảy ra ở tất cả các cấp và trên tất cả các chức năng trong các tổ chức. Xung đột giữa các nhóm có thể giúp tạo ra căng thẳng sáng tạo dẫn đến đóng góp hiệu quả hơn cho các mục tiêu của tổ chức, chẳng hạn như cạnh tranh giữa các khu vực bán hàng để có doanh số cao nhất. Xung đột giữa các nhóm có sức tàn phá khi nó làm tha hóa các nhóm nên làm việc cùng nhau, khi nó dẫn đến cạnh tranh thắng-thua và khi nó dẫn đến những thỏa hiệp thể hiện kết quả kém tối ưu.

## Giải pháp

### Quản trị xung đột
Constantino giúp các tổ chức thiết kế của riêng mình, đặc biệt quản lý xung đột hệ thống, Tosi, Rizzo, và Caroll gợi ý rằng việc cải thiện thực tiễn tổ chức có thể giúp giải quyết xung đột, bao gồm việc thiết lập các mục tiêu tiêu sau, làm giảm sự mập mờ, giảm thiểu quyền lực - và tranh chấp liên quan đến vùng miền, cải thiện chính sách, thủ tục và quy tắc, phân bổ lại các nguồn lực hiện có hoặc thêm mới, thay đổi thông tin liên lạc, điều động nhân sự và thay đổi hệ thống khen thưởng.
Hầu hết các tổ chức lớn đều có bộ phận nhân sự, có nhiệm vụ bao gồm tư vấn bí mật cho "khách hàng" nội bộ liên quan đến các vấn đề trong công việc. Điều này có thể được coi là ít rủi ro hơn so với yêu cầu người quản lý giúp đỡ. Bộ phận nhân sự cũng có thể cung cấp một người vô tư, người có thể hòa giải các tranh chấp và đưa ra quan điểm khách quan. Một lựa chọn khác là giới thiệu con số Om -man ở cấp độ tổ chức, chịu trách nhiệm khảo sát các nguyên nhân phổ biến của xung đột và đề xuất cải tiến cấu trúc để giải quyết chúng.
- Tư vấn - khi xung đột cá nhân dẫn đến sự thất vọng và mất hiệu quả, tư vấn có thể chứng minh là một thuốc giải độc hữu ích. Mặc dù ít tổ chức có thể đủ khả năng để có những cố vấn chuyên nghiệp trong đội ngũ nhân viên, nhưng được đào tạo một số, các nhà quản lý có thể thực hiện chức năng này. Tư vấn không cần thiết, hoặc "lắng nghe với sự hiểu biết", ít hơn là một người lắng nghe tốt   - một cái gì đó mọi người quản lý nên được.[10] Đôi khi quá trình đơn giản để có thể trút cảm xúc của một người   - nghĩa là, bày tỏ chúng cho một người nghe quan tâm và hiểu biết, đủ để làm giảm sự thất vọng và làm cho cá nhân thất vọng có thể tiến tới một khung tâm trí giải quyết vấn đề, có thể đối phó với một khó khăn cá nhân đang ảnh hưởng đến họ làm việc bất lợi. Cách tiếp cận không cần thiết là một cách hiệu quả để các nhà quản lý đối phó với cấp dưới và đồng nghiệp thất vọng. Có nhiều cách chẩn đoán trực tiếp hơn và nhiều hơn có thể được sử dụng trong các trường hợp thích hợp. Tuy nhiên, sức mạnh to lớn của cách tiếp cận không cần thiết (tư vấn không điều trị dựa trên liệu pháp lấy khách hàng làm trung tâm của Carl Rogers), tuy nhiên, nằm ở sự đơn giản, hiệu quả của nó và thực tế là nó cố tình tránh chẩn đoán và giải thích vấn đề cảm xúc của người quản lý. trong đó sẽ kêu gọi đào tạo tâm lý đặc biệt. Không ai từng bị tổn hại khi được lắng nghe một cách thông cảm và thấu hiểu. Ngược lại, cách tiếp cận này đã giúp nhiều người đối phó với các vấn đề đang cản trở hiệu quả của họ trong công việc.[1]
- Tránh xung đột - không chú ý hoặc tạo ra sự tách biệt hoàn toàn hoặc một phần của các chiến binh cho phép tương tác hạn chế [20]
- Vuốt ve - nhấn mạnh thành tựu hòa hợp giữa các bên tranh chấp [20]
- Sự thống trị hoặc can thiệp quyền lực - áp đặt giải pháp bằng cách quản lý ở cấp độ cao hơn mức độ của cuộc xung đột [20]
- Thỏa hiệp - tìm kiếm một nghị quyết thỏa mãn ít nhất một phần vị trí của mỗi bên [20]
- Đối đầu - một cuộc thảo luận kỹ lưỡng và thẳng thắn về các nguồn và loại xung đột và đạt được một giải pháp có lợi nhất cho nhóm, nhưng điều đó có thể phải trả giá cho một hoặc tất cả các bên xung đột [20][21]

Một người giải quyết xung đột được đào tạo có thể bắt đầu bằng một can thiệp kinh tế, chẳng hạn như khiến các thành viên trong nhóm làm rõ và xác nhận lại các mục tiêu chung. Nếu cần thiết, họ chuyển qua một loạt các can thiệp có hệ thống, chẳng hạn như kiểm tra khả năng và sự sẵn sàng thỏa hiệp của các thành viên; dùng đến sự đối đầu, tư vấn có hiệu lực và/hoặc chấm dứt như là phương sách cuối cùng.
Xung đột nơi làm việc có thể bao gồm tranh chấp giữa các đồng nghiệp, xung đột cấp dưới hoặc cấp dưới hoặc tranh chấp giữa các nhóm. Khi tranh chấp không được giải quyết kịp thời, có thể cần nhiều nỗ lực hơn để giải quyết chúng. Hòa giải theo hướng từng bên (PDM) là một cách tiếp cận hòa giải đặc biệt phù hợp cho các tranh chấp giữa các đồng nghiệp hoặc đồng nghiệp, đặc biệt là những người dựa trên xung đột giữa các cá nhân sâu sắc hoặc đa văn hóa hoặc đa sắc tộc. Hòa giải viên lắng nghe từng bên một cách riêng biệt trong một buổi họp trước hoặc hòa giải trước khi đưa họ vào một phiên họp chung. Một phần của buổi họp trước cũng bao gồm huấn luyện và đóng vai. Ý tưởng là các bên học cách trò chuyện trực tiếp với đối thủ của họ trong phiên họp chung. Một số thách thức độc đáo phát sinh khi tranh chấp liên quan đến người giám sát và cấp dưới. Đánh giá hiệu suất đàm phán (NPA) là một công cụ để cải thiện giao tiếp giữa người giám sát và cấp dưới và đặc biệt hữu ích như một mô hình hòa giải thay thế vì nó bảo tồn quyền lực phân cấp của người giám sát trong khi khuyến khích đối thoại và xử lý các khác biệt về quan điểm.

### Thay đổi
Quản lý được coi là được hướng dẫn bởi một tầm nhìn về tương lai. Người quản lý phản ánh trong các hoạt động ra quyết định của họ về các giá trị của tổ chức khi họ đã phát triển qua thời gian, từ chủ sở hữu sáng lập ban đầu đến nhân viên quản lý hàng đầu hiện tại. Trong việc điều hướng một con đường giữa các giá trị của tổ chức với các mục tiêu và mục tiêu của nó, quản lý có những kỳ vọng liên quan đến hiệu lực và hiệu quả của tổ chức và thường xuyên bắt đầu những thay đổi trong tổ chức. Trong những dịp khác, những thay đổi trong môi trường bên ngoài - nhu cầu thị trường, công nghệ hoặc môi trường chính trị, xã hội hoặc kinh tế - đòi hỏi phải có những thay đổi phù hợp trong các hoạt động của tổ chức. Tổ chức phải đối mặt với những yêu cầu thay đổi này thông qua những người đàn ông và phụ nữ tạo nên tư cách thành viên của mình, vì thay đổi tổ chức cuối cùng phụ thuộc vào sự sẵn lòng của nhân viên và những người khác để thay đổi thái độ, hành vi, mức độ hiểu biết và kỹ năng của họ, hoặc kết hợp những điều này.